# James Hinchcliffe
James Hinchcliffe (Oakville, 5 de dezembro de 1986) é um automobilista canadense.
Começou no kart, competindo na modalidade até 2004, ano em que disputou a Fórmula BMW USA, onde foi o melhor rookie da temporada. Em 2005, correu na Star Mazda Series, terminando em terceiro lugar. No ano seguinte, passa a correr na Fórmula Atlantic, onde encerrou a temporada na décima colocação.

## A1 GP
No mesmo período em que pilotava na Atlantic, Hinchcliffe participou de vinte etapas da antiga A1 GP, pela A1 Team Canada, tendo como melhor resultado o segundo lugar na Feature Race (prova de duração mais curta, realizada no domingo) na República Tcheca.

## Lights e IndyCar
Entre 2009 e 2010, Hinch disputaria 28 corridas da Indy Lights, pelas equipes Sam Schmidt e Moore. Em 2010, emplacou três vitórias (Long Beach, Edmonton e Chicago), além de obter oito pódios. Terminou com o vice-campeonato, ficando atrás do campeão Jean-Karl Vernay por 13 pontos.
Em 2011, não assina com nenhuma equipe para disputar o GP de St. Petersburg, tendo chegado a acordo com a Newman-Haas a partir da etapa do Alabama. Encerra a temporada em décimo-segundo lugar, com 302 pontos, e um três quartos-lugares como resultados mais relevantes.

## Acidente em Indianápolis
Em 2015, durante uma sessão de treinos para a prova das 500 milhas de Indianápolis, Hinchcliffe sofreu um acidente grave, perdendo o controle na curva 3 chocando-se com força no muro do autódromo, destruindo quase toda lateral direita do carro.O piloto canadense manteve-se consciente após a batida e foi transferido de carro ao Hospital Metodista de Indianápolis, onde passou por uma cirurgia. Segundo a organização da Fórmula Indy, ele sofreu uma lesão grave na coxa esquerda, porém não correu risco de vida. A equipe anunciou Ryan Briscoe como substituto do piloto para a prova das 500 milhas de Indianápolis. Além de Hinchcliffe, outros três pilotos sofreram acidente durante as sessões de treino, sendo eles: Hélio Castroneves, Josef Newgarden e Ed Carpenter. A Honda revelou que o acidente ocorreu devido a um problema localizado na suspensão direita do carro de Hinchcliffe.

## Links
- (em inglês) Site oficial Arquivado em 3 de maio de  2015, no Wayback Machine.